# Церовець-под-Бочем
Церовець-под-Бочем (словен. Cerovec pod Bočem) — поселення в общині Рогашка Слатина, Савинський регіон, Словенія. Висота над рівнем моря: 308 м.